# Palaeodoxa suffusa
Palaeodoxa suffusa là một loài bướm đêm trong họ Geometridae.